# Омаэ, Кэнъити
Кэнъити Омаэ (яп. 大前 研一 О:маэ Кэнъити, р.1941) — японский специалист в области стратегического менеджмента.

## Биография
Учился в Университете Васэда и Токийском технологическом институте. Получил степень доктора философии в области ядерной техники в Массачусетском технологическом институте. Вначале работал старшим инженером в компании Hitachi, участвовал в разработке реактора на быстрых нейтронах. В течение двадцати пяти лет был партнёром японского отделения McKinsey & Company. Консультирует известнейшие мировые компании по стратегическим вопросам. Основная профессиональная сфера — создание творческих стратегий и разработка организационных принципов их внедрения.

## Достижения
На родине в Японии его называют «Мистер Стратегия». В 1994 году журнал The Economist включил Кэнъити Омаэ в список пяти гуру менеджмента мирового уровня.
Кэнъити Омаэ — автор книг, посвящённых стратегии и статей, опубликованных в журналах Journal of Nuclear Engineering, Journal of Nuclear Materials Chief Executive, European Management, The McKinsey Quarterly и The Harvard Business Review. В настоящее время Кэнъити Омаэ живёт в Иокогаме вместе с женой Джанет и сыновьями Соки и Хироки. В свободное время увлекается музыкой (кларнет), парусным спортом и дайвингом.
В сентябре 2002 года был приглашён советником китайской провинции Ляонин и города Тяньцзинь.

## Модель 3C
Кэнъити Омаэ — создатель модели трёх факторов («стратегический треугольник»), влияющих на успех стратегии компании — Модели 3С.
Согласно Омаэ, успешный стратег должен фокусироваться на следующих трех факторах:
1. Компания (Corporation)
2. Клиент (Customer)
3. Конкуренты (Competitors)

При построении любой деловой стратегии необходимо принимать во внимание главных игроков: саму компанию, клиентов/потребителей и конкурентов. Каждый из этих трёх стратегических игроков — живой организм с собственными интересами и целями. Вместе они образуют стратегический треугольник.

## Книги
Омаэ является автором и соавтором более сотни книг, посвящённых менеджменту, бизнесу, финансам, образованию, государственным и социальным вопросам. Его первая книга, «Цикл дьявола» (яп. 悪魔のサイクル Акума но сайкуру), вышла в 1973 году, а начиная с 1990 года его книги печатают ежегодно. Помимо этого, Кэнъити также переводит на японский язык западные бизнес-книги, например, книга «В поисках совершенства» Тома Петерса и Роберта Уотермана в Японии вышла в переводе Омаэ.

## Книги, вышедшие на русском языке
- Кеничи Омае. Мышление стратега. Искусство бизнеса по-японски = The Mind of the Strategist: The Art of Japanese Business. — М.: Альпина Паблишер, 2007. — С. 224. — ISBN 978-5-9614-0812-6.